# Даниловка (Астраханская область)
Даниловка — упразднённое село в Харабалинском районе Астраханской области России. Находилось в административном подчинении города Харабали. Исключено из учётных данных в 1997 г.

## География
Село находилось в центральной части Астраханской области, на правом берегу реки Ахтуба, на расстоянии примерно 11 километров (по прямой) к западу от города Харабали, административного центра района. Ближайший населённый пункт — хутор Сазаний Угол, расположен на противоположном берегу реки.
Климат умеренный, резко континентальный. Характеризуется высокими температурами летом и низкими — зимой, малым количеством осадков, а также большими годовыми и летними суточными амплитудами температуры воздуха.

## История
После революции 1917 года село являлось центром Даниловского сельсовета Харабалинского района. В марте 1960 г. сельсовет был упразднен и село вошло в состав Харабалинского сельсовета, который в феврале 1974 г. был преобразован в горсовет. Исключено из учётных данных законом Астраханского облсобрания от 21 июля 1997 года № 24.